# Nesoromys ceramicus
Nesoromys ceramicus es una especie de roedor de la familia Muridae. Es la única especie en el género Nesoromys.

## Distribución geográfica
Se encuentra sólo en Ceram, Indonesia.